# Liste de toponymes devenus noms communs
Plusieurs noms de lieux sont utilisés comme des noms communs en français. La liste suivante énumère ces toponymes devenus des noms communs.
- Haut – A
- B
- C
- D
- E
- F
- G
- H
- I
- J
- K
- L
- M
- N
- O
- P
- Q
- R
- S
- T
- U
- V
- W
- X
- Y
- Z

## B
- Bikini : maillot de bain deux pièces, dont le nom a été choisi en référence à l'atoll éponyme.
- Bermuda : vêtement de type short, descendant à hauteur du genou. Le nom vient des Bermudes, dont les policiers portaient ce genre de vêtement.
- bordeaux : couleur rouge foncé tirant sur le violet, dont le nom provient de la teinte prise au vieillissement par les vins du vignoble de Bordeaux.
- Bourgogne : couleur rouge foncé tirant sur le brun, dont le nom provient du vin produit dans la région de Bourgogne.

## C
- Camembert : fromages industriels à pâte molle à croûte fleurie, développés à partir de la production originelle du village de Camembert.
- Canada : nom wallon du topinambour (et de la pomme de terre dans le Namurois), en référence à l'origine géographique de ce légume (États-Unis et Canada).
- Capharnaüm : lieu de grande pagaille, renfermant beaucoup d'objets entassés pêle-mêle, par analogie avec Capharnaüm, importante ville commerciale de l'ancienne province de Galilée, au nord de la Palestine, détruite par un tremblement de terre en 746.
- Champagne ou vin de champagne : vin effervescent qui tire son nom de la Champagne, ancienne province du nord-est de la France, où il est produit.
- Chantilly ou Crème Chantilly : crème fouetté issue de la ville de Chantilly située dans le département de l'Oise, en France.
- Chine ou papier de Chine : papier de luxe fabriqué avec des plantes fibreuses, dont la fabrication en Chine remonte au IIe ou IIIe siècle av. J.-C.
- Chine : nom donné à la céramique chinoise.
- Rouge congo : colorant rouge nommé en hommage à l'exploration du Congo par Stanley l'année de sa découverte.
- Crémone : système de fermeture de fenêtres, d'après la ville italienne de Crémone en Italie.
- Chilienne : variante de chaise longue pliable en toile, venue du Chili.

## D
- Damas : tissu monochrome orné de motifs sur les deux faces obtenus par le tissage. D'après Damas, ville de Syrie.

## G
- Gaze : tissu très fin, utilisé pour les rideaux et les pansements jadis produit à Gaza.
- Gruyère : fromage suisse qui tire son nom de la Gruyère, district du canton de Fribourg, où il est fabriqué.

## J
- Japon ou papier japon : papier blanc très résistant, imité du papier fabriqué au Japon.

## M
- Macédoine : salade de fruits ou de légumes, nommée par analogie avec la Macédoine, région géographique et historique de l'Europe du Sud géographiquement répartie sur plusieurs pays.
- Madère : vin de liqueur produit dans l'archipel portugais de Madère.
- Madras : de Madras en Inde, étoffe de couleurs vives dont la chaîne est de soie et la trame de coton.
- Mazagran : tasse haute généralement sans anse utilisée pour boire le café, du nom de la ville de Mazagran en Algérie.
- Moka : variété de café, du nom de la ville de Moka au Yémen, le plus ancien port d'exportation pour le commerce du café.

## O
- Oka : fromage québécois qui tire son nom de la municipalité laurentienne d'Oka, où il est produit.

## P
- Panama : chapeau de paille d'origine équatorienne, malgré son nom qui renvoie à Panama.
- Porto : vin muté produit dans la région de Porto, au Portugal.

## S
- Spa : station thermale, eau minérale, bain à remous, centre de remise en forme ou obstacle équestre, du nom de la station thermale belge de Spa.
- Suède ou cuir de Suède : type de cuir obtenu avec la couche intérieure de la peau, vraisemblablement originaire de Suède.
- Suisse : nom jadis donné au sacristain ou au portier d'un hôtel particulier, par analogie avec l'uniforme des Gardes suisses, originaires de la Suisse.
- Petit-suisse : fromage frais fabriqué selon un procédé utilisé depuis le Moyen Âge dans le canton de Vaud en Suisse.

## T
- Tulle : tissu très léger, fabriqué avec de fins fils de soie, de coton, etc., formant un réseau de mailles lâches, rondes, carrées ou polygonales, d'après la ville de Tulle (Corrèze).

## X
- Xérès : vin blanc produit dans le sud de l'Andalousie, dans la région de Jerez de la Frontera, autrefois connue sous le nom de Xérès.